# Провулок Марка Вовчка (Київ)
Прову́лок Марка́ Вовчка́ — зниклий провулок, що існував у Подільському районі міста Києва, місцевість Куренівка. Пролягав від вулиці Скляренка до вулиці Марка Вовчка.

## Історія
Виник наприкінці XIX століття як відгалуження від Кожевеного провулка, що на той час проходив приблизно уздовж нинішньої вулиці Семена Скляренка, був названий від розташованого поряд шкіряного заводу купця Серебреникова (нині — ПАТ «Чинбар»), та в середині 1930-х років отримав назву Маловишгородська вулиця. 
Тоді ж отримав назву Кожевений провулок, також зазначався як Кожевений завулок, Шкіряний провулок. 1955 року отримав назву провулок Марка Вовчка на честь української письменниці Марка Вовчка. 
Ліквідований у 1980-ті роки у зв'язку з промисловим будівництвом.